# زنان در جمهوری آذربایجان
زنان در جمهوری آذربایجان از حقوقی قانونی معادل با مردان برخوردار بوده، اما تبعیض اجتماعی به عنوان یک مشکل در این میان پدید آمده است. هنجارهای اجتماعی، سنتی و عقب ماندگی توسعه اقتصادی در مناطق روستایی این کشور همچنان نقش زنان در اقتصاد آذربایجان را محدود نموده، و گزارش‌ها حکایت از تبعیض جنسیتی در این مناطق دارند.
حق رای همگانی زنان و مردان در جمهوری دمکراتیک آذربایجان در سال ۱۹۱۸ مساوی اعلام شد، بنابراین آذربایجان اولین کشور مسلمان با داشتن حق رای برای بانوان در جهان شد. از سال ۲۰۰۷، چندین زن در مقامات ارشد دولت، از جمله معاون رئیس مجلس، چندین معاون وزیر و معاون رئیس کمیسیون مرکزی انتخابات از بین زنان آذربایجانی برگزیده شدند. هیچ محدودیت قانونی در مشارکت زنان در سیاست وجود ندارد. در سال ۲۰۱۱، ۱۹ زن در پارلمان، از ۱۲۵ صندلی را تصاحب کردند. درصد اعضای زن پارلمان بین سال‌های ۲۰۰۵ و ۲۰۱۰ از ۱۱ به ۱۶ درصد افزایش یافته است.
همانطور که از ماه مه سال ۲۰۰۹، زنان در موقعیت‌هایی از قبیل معاون رئیس دادگاه قانون اساسی، معاون رئیس جمهوری نخجوان، چهار معاون وزیر در کابینه وزیران، سفیرها و بازرسانی در جمهوری آذربایجان و جمهوری خودمختار نخجوان از بینشان انتخاب شده است. زنان  ۴ عضو از ۱۶ عضو کمیسیون مرکزی انتخابات را تشکیل می‌دهند و ریاست ۳ کمیسیون انتخابات منطقه‌ای از ۱۲۵ مورد بر عهده زنان است. تاکنون استاندار و وزیری از بین بانوان آذربایجانی به عنوان استاندار و وزیر کابینه ریاست جمهوری آذربایجان انتخاب نشده است ولی هجران حسینوا رئیس سازمان امور خانواده، زنان و کودکان جمهوری آذربایجان در حمایت از حقوق زنان و ملکه عباس‌زاده رئیس کمیسیون پذیرش دانشجویان دولتی این کشور می‌باشد. در طول جنگ قره باغ ۲،۰۰۰ از ۷۴،۰۰۰ پرسنل نظامی آذربایجان، زن بودند، و ۶۰۰ نفر از زنان به طور مستقیم در عملیات نظامی شرکت داشتند.
اگرچه اکثر زنان آذربایجانی در شغل‌های خارج از خانه، مشاغل سطح بالا و موقعیت‌های کسب و کار بالا کمتر فعالیت دارند.زنان در آذربایجان فرصت‌های کمی در زمینه کسب و کار پیدا می‌کنند. آنها مشکلات به دست آوردن وام‌های بانک را که معمولاً در نام بستگان مرد خود ثبت می‌کنند، مواجه هستند. در هنگام اعطای وام از سوی بانک‌ها، کسب و کار یک زن را زیاد جدی تلقی نمی‌کنند و نمی‌تواند در بازار رقابت کنند. در برخی موارد حتی آزار و اذیت جنسی از کارمندان مرد از نهادهای دولتی مسئول نیز گزارش شده است. در سال ۲۰۱۱ میلادی، اعضای زنان پارلمان آذربایجان و رئیس کمیته دولتی در امور زنان و کودکان فعالیت هایشان علیه خشونت خانگی بر زنان افزایش یافته است. پوشش رسانه‌ای از مسائل مربوط به خشونت خانگی نیز شروع به بالا بردن آگاهی و نیز به بررسی شکایت‌های خانگی منجر شده است. تجاوز به عنف در جمهوری آذربایجان جرم است و حامل حداکثر حکم ۱۵ سال زندان را دربرخواهد داشت. در باکو یک مرکز بحران زنان توسط موسسه صلح و دموکراسی کمک‌های رایگان پزشکی، روانشناختی و حقوقی برای زنان را فراهم می‌کند. فحشا نوعی جرم اداری محسوب می‌شود که مجازات ۱۰۲ دلار را در پی خواهد داشت، فاحشه‌ها نیز ممکن است تا ۶ سال به زندان محکوم شوند.

## زنان مشهور جمهوری آذربایجان
- نگار شیخلینسکایا: نخستین پرستار آذربایجانی بود که در جنگ جهانی اول مشغول خدمت شد.[۸]
- قیصر کاشی‌یوا:  اولین نقاش زن حرفه‌ای در تاریخ جمهوری آذربایجان.
- لیلا محمدبیگوا: خلبان آذربایجانی و نخستین خلبان زن مسلمان.[۹]
- حمیده جوانشیر: نیکوکار و فعال حقوق زنان آذربایجانی.[۱۰]
- شوکت محمدوا: نخستین خواننده زن اپرای جمهوری آذربایجان.[۱۱]
- گوهر قاضی‌یوا نخستین هنرپیشه‌ زنی که بر روی صحنه ظاهر شد.[۱۲]
- قمر الماس زاده: اولین رقاصه زن جهان اسلام.[۱۳]

## مطالعه بیشتر
- Heyat, Farideh. Azeri Women in Transition: Women in Soviet and Post-Soviet Azerbaijan. Routledge (2002). ISBN 0-7007-1662-9.
- Violence Against Women in Azerbaijan. World Organisation Against Torture (November 2004). This report also addresses the status of women generally.
- Yuliya Aliyeva Gureyeva: "Policy Attitudes towards Women in Azerbaijan: Is Equality Part of the Agenda?" in the Caucasus Analytical Digest No. ۲۱